# المحرقة (غزة)

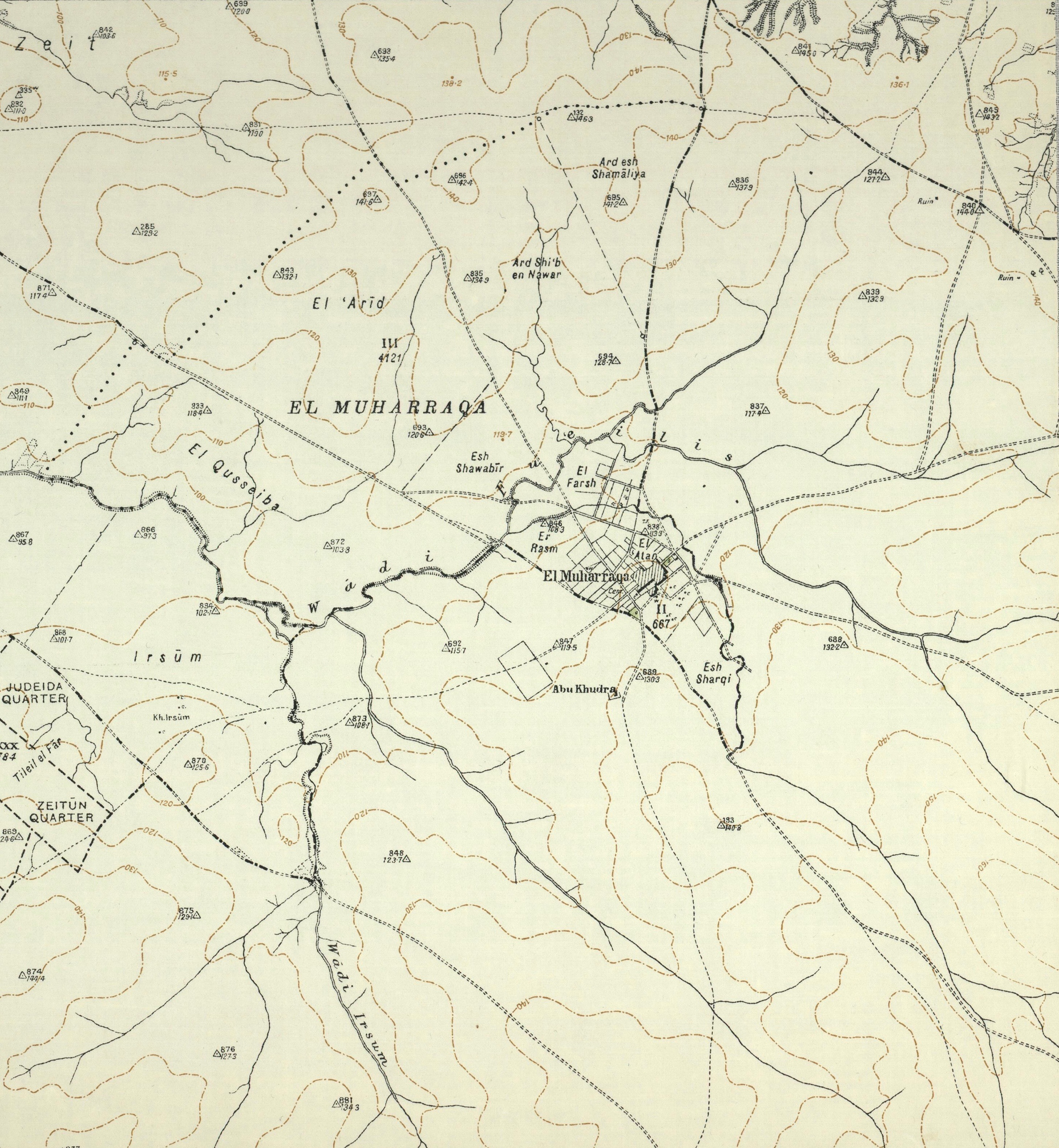
خريطة قرية المحرقة في العام 1931

المحرقة هي قرية فلسطينية في قضاء غزة، تقع على بعد 14.5 كم (9.0 ميل) شرق مدينة غزة. القرية وضعت على تضاريس متموجة في السهل الساحلي الجنوبي لفلسطين، على منعطف في الوادي. وكانت على ارتفاع 125 متراً (410 قدم) ويبلغ مجموع مساحتها 4،855 دونم، معظمها كان الممتلكات العامة، في حين أن مساحتها المبنية 29 دونم كان يملكها عرب. ربطتها طرق ممهدة بقرى هوج، جمامة والكوفخة.
داهمتها قوات البالماخ الصهيونية  وتحديدا لواء حاتيفات هانيجيف الذي طرد معظم سكانها في مايو 1948، وبحسب المؤرخ الإسرائيلي بيني موريس ظلت حتى دمروها في 16 أغسطس من نفس العام بالألغام.

## القرية اليوم
تغطي الأشواك والحشائش القصيرة الموقع, وتحيط أشجار الكينا به. ومن معالم الموقع ركام من أنقاض المنازل وفي جملتها ديوان القرية. وثمة أيضاً بقايا طاحونة وبئر. ولا تزال المقبرة التي تغطيها الحشائش البرية بادية للعيان, لكن خربة ويشاهد الجزء الأعلى من أحد القبور واقعاً على الأرض. أما الأراضي المجاورة فيستغلها الإسرائيليون.

## المغتصبات الصهيونية على اراضي القرية
مستعمرتي ياخيني وتاكوما هي أقرب المستعمرات الصهيونية لموقع القرية، حيث أقيمت مستعمرة يخيني على أراضي القرية، إلى الشمال من موقعها  سنة 1950، واستناداً إلى موريس فإن مستعمرة تكوما الإسرائيلية (ويسميها موريس تأكوماه) أنشئت على أراضي المحرقة في سنة 1949 لكن يتبين عند التدقيق، أن هذه المستعمرات تقع على أراض كانت في الماضي تابعة لمدينة غزة، على الرغم من أنها تقع على بعد كيلومترين فقط إلى الغرب من موقع القرية.

## التعداد السكاني للقرية
بلغ عدد سكان المحرقة عام 1922 نحو 204 نسمات، وازداد عام 1931 إلى 419 نسمة كانوا يقيمون في 86 بيتاً. وقدر عدد السكان عام 1945 بنحو 580 نسمة. وفي عام 1948 شرد اليهود السكان ودمروا المحرقة وأنشأوا مستعمرة “ياخيني” على أراضيها.